# (193) Ambrosia
(193) Ambrosia – planetoida z pasa głównego asteroid okrążająca Słońce w ciągu 4 lat i 73 dni w średniej odległości 2,6 j.a. Została odkryta 28 lutego 1879 roku w Marsylii przez Jérôme Coggię. Nazwa planetoidy pochodzi od ambrozji mitycznego pokarmu bogów greckich zapewniającego nieśmiertelność i wieczną młodość.